# Táchira

Drapelul statului Tachira.

Statul Táchira este unul dintre cele 23 de state federale din Venezuela. În 2007, Táchira  avea o populație de 1.177.300 de locuitori și o suprafață totală de 11.100 km². 
Capitala statului este orașul San Cristóbal.

## Geografie

#### Subdiviziuni administrative
Statul este împărțit în 29 județe (municipio) care la rândul lor sunt împărțite în 66 de districte.
| Județe (municipio)     | Localizare | Reședința de județ      | Număr Districte | Populație (2001)                                                                               |         |
| ---------------------- | ---------- | ----------------------- | --------------- | ---------------------------------------------------------------------------------------------- | ------- |
| Andrés Bello           |            | Cordero                 | 1               | Andrés Bello                                                                                   | 16.474  |
| Antonio Rómulo Costa   |            | Las Mesas               | 1               | Antonio Rómulo Costa                                                                           | 7.110   |
| Ayacucho               |            | San Juan de Colón       | 3               | Ayacucho Rivas Berti San Pedro del Río                                                         | 48.982  |
| Bolívar                |            | San Antonio del Táchira | 4               | Bolívar Palotal Juan Vicente Gómez Isaías Medina Angarita                                      | 48.171  |
| Cárdenas               |            | Táriba                  | 3               | Cárdenas Amenodoro Rangel Lamús La Florida                                                     | 94.178  |
| Córdoba                |            | Santa Ana del Táchira   | 1               | Córdoba                                                                                        | 26.475  |
| Fernández Feo          |            | San Rafael del Piñal    | 3               | Fernández Feo Alberto Adriani Santo Domingo                                                    | 34.176  |
| Francisco de Miranda   |            | San José de Bolívar     | 1               | Francisco de Miranda                                                                           | 3.632   |
| García de Hevia        |            | La Fría                 | 3               | García de Hevia Boca de Grita José Antonio Páez                                                | 41.863  |
| Guásimos               |            | Palmira                 | 1               | Guásimos                                                                                       | 32.545  |
| Independencia          |            | Capacho Nuevo           | 3               | Independencia Juan Germán Roscio Román Cárdenas                                                | 29.760  |
| Jáuregui               |            | La Grita                | 3               | Jáuregui Emilio Constantino Guerrero Monseñor Miguel Antonio Salas                             | 36.660  |
| José María Vargas      |            | El Cobre                | 1               | José María Vargas                                                                              | 8.038   |
| Junín                  |            | Rubio                   | 4               | Junín La Petrólea Quinimarí Bramón                                                             | 68.869  |
| Libertad               |            | Capacho Viejo           | 3               | Libertad Cipriano Castro Manuel Felipe Rugeles                                                 | 23.670  |
| Libertador             |            | Abejales                | 4               | Libertador Emeterio Ochoa Doradas San Joaquín de Navay                                         | 17.744  |
| Lobatera               |            | Lobatera                | 2               | Lobatera Constitución                                                                          | 10.427  |
| Michelena              |            | Michelena               | 1               | Michelena                                                                                      | 16.269  |
| Panamericano           |            | Coloncito               | 2               | Panamericano La Palmita                                                                        | 29.594  |
| Pedro María Ureña      |            | Ureña                   | 2               | Pedro María Ureña Nueva Arcadia                                                                | 37.392  |
| Rafael Urdaneta        |            | Delicias                | 1               | Rafael Urdaneta                                                                                | 6.239   |
| Samuel Darío Maldonado |            | La Tendida              | 3               | Samuel Darío Maldonado Boconó Hernández                                                        | 13.847  |
| San Cristóbal          |            | San Cristóbal           | 5               | La Concordia Pedro María Morantes San Juan Bautista San Sebastián Doctor Francisco Romero Lobo | 250.307 |
| San Judas Tadeo        |            | Umuquena                | 1               | San Judas Tadeo                                                                                | 6.801   |
| Seboruco               |            | Seboruco                | 1               | Seboruco                                                                                       | 9.064   |
| Simón Rodríguez        |            | San Simón               | 1               | Simón Rodríguez                                                                                | 2.181   |
| Sucre                  |            | Queniquea               | 3               | Sucre Eleazar López Contreras San Pablo                                                        | 8.189   |
| Torbes                 |            | San Josecito            | 1               | Torbes                                                                                         | 42.192  |
| Uribante               |            | Pregonero               | 4               | Uribante Cárdenas Juan Pablo Peñaloza Potosí                                                   | 21.820  |
| Total                  |            |                         | 66              |                                                                                                | 992.669 |